# Rhodomicrobium vannielii
Rhodomicrobium vannielii è un batterio appartenente al genere Rhodomicrobium. Prende il nome da C. B. van Niel, microbiologo studioso di biochimica dei batteri fotosintetici.